# Bortom apornas planet

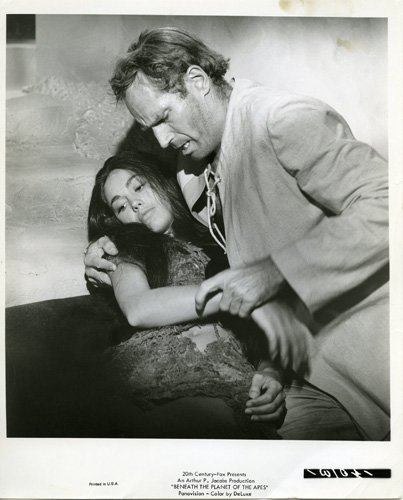
Nova (Linda Harrison) och Taylor (Charlton Heston) i Bortom apornas planet.

Bortom apornas planet (engelska: Beneath the Planet of the Apes) är en amerikansk science fiction-film från 1970 i regi av Ted Post. I huvudrollerna ses James Franciscus, Kim Hunter, Maurice Evans, Linda Harrison och Charlton Heston. Filmen hade biopremiär i USA den 26 maj 1970. Den är den första uppföljaren till Apornas planet från 1968.

## Handling
En räddningsexpedition har sänts ut för att hjälpa expeditionen från den första filmen. De kraschar på framtidsplaneten och endast en ur besättningen överlever, Brent (James Franciscus). Tillsammans med Nova (Linda Harrison) beger han sig för att hitta Taylor (Charlton Heston), som har försvunnit i den förbjudna zonen. Samtidigt förbereder aporna en invasion av den förbjudna zonen, som bebos av muterade människor med telepatiska krafter. 

## Rollista
- James Franciscus – Brent
- David Watson – Cornelius
- Kim Hunter – Zira
- Maurice Evans – Dr. Zaius
- Linda Harrison – Nova
- Paul Richards – Mendez
- Natalie Trundy – Albina
- Jeff Corey – Caspay
- Gregory Sierra – Verger
- Victor Buono – Adiposo
- Don Pedro Colley – Ongaro
- James Gregory – General Ursus
- Charlton Heston – Taylor
- Tod Andrews – Skipper
- Thomas Gomez – Minister
- Paul Frees – berättarröst i slutet av filmen (ej krediterad)

## Övriga filmer i serien
- Apornas planet (1968)
- Flykten från apornas planet (1971)
- Erövringen av apornas planet (1972)
- Slaget om apornas planet (1973)

### Fotnoter
1. ↑  ”Beneath the Planet of the Apes” (på engelska). Box Office Mojo. 27 maj 1970. http://www.boxofficemojo.com/movies/?id=beneaththeplanetoftheapes.htm. Läst 28 september 2016.